# Пирофосфат серебра
Пирофосфат серебра — неорганическое соединение,
соль серебра и дифосфорной кислоты
с формулой Ag4P2O7,
бесцветные кристаллы,
не растворяется в воде.

## Получение
- Обменная реакция пирофосфата натрия и нитрата серебра:

{\displaystyle {\mathsf {Na_{4}P_{2}O_{7}+4AgNO_{3}\ {\xrightarrow {}}\ Ag_{4}P_{2}O_{7}\downarrow +4NaNO_{3}}}}

## Физические свойства
Пирофосфат серебра образует бесцветные кристаллы
тригональной сингонии.
Соединение конгруэнтно плавится при 570°С, а при 350°С в кристаллах происходит фазовый переход.
При повышенном давлении 1÷3 ГПа происходит ещё один фазовый переход .
Не растворяется в воде,
растворяется в кислотах и растворах аммиака и цианистого калия.